# Ricchi di fantasia
Ricchi di fantasia è un film italiano del 2018 diretto da Francesco Miccichè.

## Trama
Il carpentiere Sergio e l'ex cantante Sabrina sono una coppia di amanti molto innamorati ma impossibilitati a lasciare i rispettivi compagni a causa delle ristrettezze economiche in cui si trovano a vivere. Tutto sembra cambiare quando i colleghi di Sergio si vendicano dei suoi scherzi, facendogli credere di avere vinto 3 milioni di euro alla lotteria. Convinto di essere diventato ricco, l'uomo decide di abbandonare la sua vecchia vita portando con sé non solo Sabrina, ma anche i loro parenti. Quando quest'ultima e Sergio scoprono che non c'è nessuna vincita, decidono di non svelarlo a nessuno e trascinano le proprie famiglie in un viaggio dalla periferia romana alla Puglia. Ma la verità viene sempre a galla e le tensioni tra caratteri tanto diversi sono destinate a esplodere.

## Produzione
Le riprese del film sono iniziate il 20 settembre 2017 a Polignano a Mare. Il film è stato girato ad Accadia, Casamassima, Monopoli, Carovigno e Roma.
Prodotto da Fulvio e Federica Lucisano, il film è una produzione Italian International Film con Rai Cinema, ed è realizzato col supporto logistico di Apulia Film Commission e l'impiego di 31 lavoratori pugliesi.

## Distribuzione
La pellicola è uscita nelle sale cinematografiche il 27 settembre 2018 distribuito da 01 Distribution.
È andato in onda su Rai 1 in prima serata il 7 aprile 2020; il film fa parte del catalogo Amazon Prime Video.

## Promozione
Il 4 luglio 2018 è stato diffuso online tramite la Repubblica il trailer del film.